# York, Ontario
York är en stadsdel i Toronto i Kanada. Det var tidigare en egen administrativ stad, men uppgick den 1 januari 1998 i Toronto.

### Fotnoter
1. ↑  ”Census Profile” (på engelska). Statistics Canada. 16 mars 2011. http://www12.statcan.ca/english/Profil01/CP01/Details/Page.cfm?Lang=E&Geo1=CSD&Code1=3520014&Geo2=PR&Code2=35&Data=Count&SearchText=Toronto&SearchType=Begins&SearchPR=35&B1=All. Läst 3 augusti 2013.